# Lost Brain
Lost Brain ou LOST+BRAIN est un manga de Akira Ootani et Tsuzuku Yabuno. En France la publication est assurée par les éditions Kurokawa. Lost Brain est un manga en 3 tomes, sorti en septembre 2009.

## Synopsis
Ren Hiyama est un génie. Premier de classe dans tous les domaines et ce depuis toujours. Mais il a un mépris considérable pour la société actuelle. Celle-ci n'est composée pratiquement que de déchets et Hiyama ne supporte pas l'idée de vivre parmi eux toute sa vie durant. C'est en cela qu'il va trouver un objectif à sa vie : changer cette société pour en faire un monde meilleur. Pour cela, il va utiliser l'hypnose. Grâce à cette technique, il sera capable de contrôler la race humaine et de la métamorphoser à son gré. Sa position de président du conseil des élèves va beaucoup l'y aider.

## Fiche Technique
- Titre : Lost Brain (LOST+BRAIN)
- Scénario : Yabuno Tsuzuku
- Publication : Shogakukan
- Pré-publication : Shonen Sunday
- Version Française : Editions Kurokawa
- Tomes : 3
- Type : Shōnen
- Genre : Mystère, Thriller

## Personnages
- Ren Hiyama(氷山蓮)

C'est le personnage principal. C'est un génie dans tout ce qu'il entreprend. Il méprise tous ceux qui ne sont pas parfaits au moins sur le plan moral.
- Itsuki Kuonji ( 九遠寺ー)

Il est plus ou moins l'ennemi d'Hiyama. Célèbre hypnothérapeute, il est capable de manipuler l'inconscient des gens pour les guérir. Il travaille régulièrement sur certaines enquêtes avec la police. C'est lui qui va diriger l'enquête contre Hiyama et il est l'oncle de Yuka.
- Haruide Shitara

Il est l'éternel second. Malgré ses excellents points, il n'arrive pas égaler Hiyama. Ce dernier va lui proposer d'intégrer son projet et il acceptera.
- Yuka Takagi (由香)

Elle va dans la même école que Hiyama et elle est amoureuse de lui. Ce dernier va utiliser cet amour, son lien de parenté avec Kuonji et en plus l'hypnotiser pour le bien de son projet.

## Commentaire
- Si vous ne connaissez pas le sujet, laissez ce bandeau (vous pouvez alors contacter les auteurs).
- Si vous supprimez le contenu mis en cause (vous pouvez préalablement contacter les auteurs),

argumentez précisément cette suppression dans la page de discussion
(un manque de référence n'est pas un argument ; une recherche réelle de référence doit avoir été effectuée, être formellement documentée).
Lors de sa sortie, Lost+Brain a été critiqué par de nombreux lecteurs comme similaire à un autre manga, Death Note car le héros qui est d'une intelligence supérieure à ses camarades et manipulateur,  s'ennuie de son monde, le trouve "pourri" et veut le changer, tout comme Light Yagami. Par contre, contrairement à Light qui tue les personnes nuisantes à la société, Ren les hypnotise pour les rendre meilleurs.